# Olio di semi di canapa

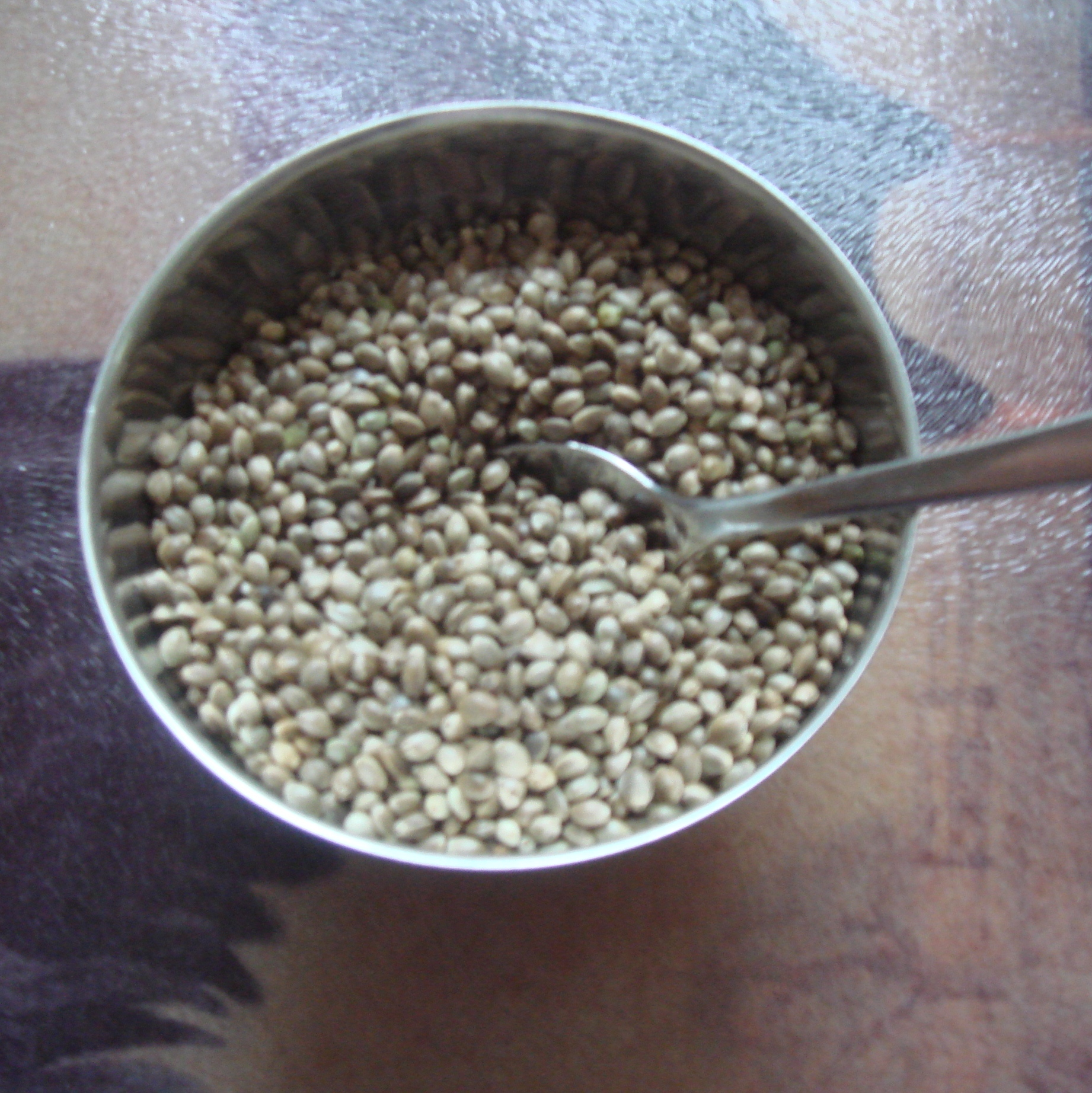
Granella di canapa, dalla cui spremitura si ottiene l'olio

L'olio di semi di canapa è un prodotto estratto dai frutti della Cannabis sativa. Il frutto è un achenio che contiene un solo seme e che viene comunemente chiamato nell'industria olearia granella e volgarmente seme di canapa o canapuccia.
La composizione lipidica del frutto e del seme sono molto simili per cui si assume che l'olio estratto dai frutti si chiami abitualmente olio di semi. Isolando il solo olio estratto dai semi, si ottiene un olio privo della tipica colorazione verde dovuta alla clorofilla presente nell'olio dal frutto intero. L'estrazione può avvenire con diverse tecniche, ma essendo la resa solitamente alta, anche > 30%, è molto diffusa la spremitura a freddo. L'olio di semi di canapa può essere utilizzato come ingrediente cosmetico, bruciato ed utilizzato come biocombustibile, adoperato per condire i cibi o sfruttato come solvente siccativo per le vernici. Dai fiori di Cannabis sativa può essere estratto per distillazione anche un olio essenziale e con solvente una oleoresina detta olio di hashish pertanto la comune contrazione in "olio di canapa" può essere ambigua e fuorviante.
La coltivazione della canapa sia per la produzione di olio che di fibre tessili è consentita nella UE per varietà che contengano meno dello 0,2% del principale componente psicoattivo: Δ9-tetraidrocannabinolo.

## Composizione
L'olio di semi di canapa è composto prevalentemente da acilgliceridi (trigliceridi). In tutti gli oli vegetali la composizione può variare in funzione della cultivar, delle condizioni ambientali, della raccolta e della lavorazione.
I 2 principali acidi grassi sono l'acido linoleico e l'acido α-linolenico, presenti normalmente a concentrazioni per cui la concentrazione totale di polinsaturi raggiunge l'ordine di grandezza dell'80%.
| Composizione tipica dell'olio di semi di canapa | Composizione tipica dell'olio di semi di canapa | Composizione tipica dell'olio di semi di canapa |
| ----------------------------------------------- | ----------------------------------------------- | ----------------------------------------------- |
| acido grasso                                    | Notazione Delta                                 | concentrazione/(min-max)%                       |
| acido palmitoleico                              | 16:1Δ9c                                         | 0 – 0,5%                                        |
| acido palmitico                                 | 16:0                                            | 5 – 12%                                         |
| acido stearico                                  | 18:0                                            | 1 – 4,5%                                        |
| acido oleico                                    | 18:1Δ9c                                         | 10 – 16%                                        |
| acido asclepico                                 | 18:1Δ11c                                        | 0 – 2%                                          |
| acido linoleico                                 | 18:2Δ9c12c                                      | 45 – 65%                                        |
| acido α-linolenico                              | 18:3Δ9c,12c,15c                                 | 14 – 30%                                        |
| acido γ-linolenico                              | 18:3Δ6c,9c,12c                                  | 1 – 6%                                          |
| acido stearidonico                              | 18:3Δ6c,9c,12c,15c                              | 0 – 2%                                          |
| acido arachico                                  | 20:0                                            | 0 – 2%                                          |
| acido gadoleico                                 | 20:1Δ11c                                        | 0 – 1%                                          |
| acido eicosadienoico                            | 20:2Δ11c,14c                                    | 0 – 0,09%                                       |
| acido beenico                                   | 22:0                                            | 0 – 1%                                          |
| acido lignocerico                               | 24:0                                            | 0 – 0,1%                                        |

L'olio di semi di canapa può apparire di un colore verde abbastanza intenso se non raffinato. In funzione della quantità di granella immatura che viene lavorata può contenere da 5 a 80 ppm di clorofilla.
La frazione insaponificabile può contenere
| Cannabidiolo            | 10 mg/kg     |
| Δ9-tetraidrocannabinolo | 0-50 ppm     |
| Myrcene                 | 160 ppm      |
| β-Caryophyllene         | 740 mg/L     |
| β-Sitosterolo           | 100–148 mg/L |
| Campesterolo            | 25 mg/L      |
| α-Tocoferolo            | 5-80 ppm     |
| γ-Tocoferolo            | 94-870 ppm   |

Visto che nel frutto di Cannabis sativa la presenza di Δ9-tetraidrocannabinolo è normalmente molto scarsa e comunque inferiore a quella di cannabidiolo, si ritiene che nell'olio sostanze psicoattive possano essere rintracciate come conseguenza di contaminazione e le procedure di produzione dell'olio di semi di canapa richiedono il preventivo lavaggio della granella.
Nell'olio a seconda della lavorazione sono rilevabili tracce di minerali e proteine di cui i frutti di Cannabis sativa sono particolarmente ricchi.

## Proprietà

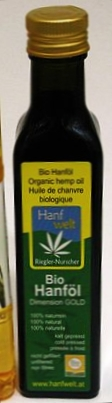
Bottiglia di olio di semi di canapa

Contiene grandi quantità di acidi grassi essenziali di tipo omega 3 e omega 6.
Il rapporto tra omega 6 e omega 3 è di 3 a 1 , valore ritenuto ottimale per la nutrizione. Oltre agli acidi omega 3 e omega 6, contiene anche la vitamina E, e altri steroli. Il livello di THC è molto basso per avere effetti psicotropi . Fino ad oggi non sono noti effetti collaterali derivanti dall'assunzione di olio di semi di canapa ed è considerato sicuro GRAS dalla FDA.
Sono stati riportati potenziali effetti benefici sulla salute, sia per i bambini che per gli adulti, nella prevenzione e nel trattamento delle malattie la cui base è infiammatoria.
Per l'olio di semi di canapa, come per tutti gli oli vegetali, è importante la qualità dei semi, la tecnologia di produzione, la conservazione in ambiente fresco e buio per evitarne l'ossidazione e l'irrancidimento. Inconvenienti questi ultimi che vengono evitati anche con l'uso di contenitori di vetro scuro e mantenendo la bottiglia in luogo fresco o nel frigo dopo l'apertura.
Per l'alto contenuto di polinsaturi è particolarmente suscettibile alla ossidazione ed irrancidimento e per l'utilizzo commerciale può richiedere l'aggiunta di antiossidanti.
Con l'ossidazione forma facilmente polimeri ed è uno dei migliori oli siccativi.

## Utilizzo alimentare
L'olio di semi di canapa ha un odore e un sapore gradevole. Può essere utilizzato per condire insalata, pasta e pesce e può sostituire gli altri oli di semi.
Con un punto di fumo pari a 165 °C ed una stabilità relativamente bassa non è consigliato per la frittura.

## Utilizzo cosmetico
Nel campo cosmetico, all'olio di semi di canapa è stato attribuito il nome INCI: cannabis sativa seed oil.
Viene impiegato principalmente come emolliente e condizionante.
Sono utilizzati anche suoi derivati come:
- cannabis sativa seed oil glycereth-8 esters
- cannabis sativa seed oil peg-8 esters
- hydrogenated hemp seed oil
- poly(dimer hempseed oil)

A causa dell'alto costo e della instabilità all'ossidazione non è un ingrediente molto utilizzato nonostante la sua fluidità e capacità siccativa possano contribuire a formulazioni sia per la pelle che per i capelli.
Può essere utilizzato nella produzione di saponi, con numero di saponificazione tipico pari a 190-193, formando col potassio un sapone più morbido e cremoso per l'alta concentrazione di polinsaturi: potassium hempseedated.
Come altri oli ricchi di polinsaturi nell'applicazione topica potrebbe svolgere una qualche azione anti-infiammatoria ed anti-proliferativa.

## Utilizzo nel settore automobilistico
L'olio estratto dalla cannabis può essere utilizzato in alcuni tipi di motore, in particolare i motori Diesel.
Rispetto ad altri oli vegetali utilizzati come biodiesel ha il vantaggio di una maggiore fluidità e lo svantaggio di poter polimerizzare.
Nel 1937 Henry Ford creò la Hemp Body Car, in gran parte realizzata in plastica di canapa ed alimentata a etanolo di canapa. Tuttavia, Ford morì sei anni dopo e, nel 1955, la coltivazione della canapa venne proibita negli Usa, dunque la vettura non entrò mai in produzione.
Alcuni ritengono che la proclamazione di leggi proibizionistiche nei confronti della cannabis negli Stati Uniti prima della seconda guerra mondiale sarebbe stata legata anche alla concorrenza tra la nascente industria petrolchimica e la possibilità di usare l'olio di questa pianta come combustibile. Questo sarebbe dimostrato anche dalla riduzione dei prezzi del petrolio al 50% operata, secondo tali fonti, proprio per fare concorrenza all'olio combustibile naturale.
L'utilizzo della canapa nel settore automobilistico fu ripreso dalla casa inglese Lotus negli anni 2000.

## Altri utilizzi
L'olio di semi di canapa può essere impiegato anche nella produzione di vernici. Nel 1935 negli USA furono usate 58 000 tonnellate di semi di canapa per tinte e vernici. Nel 1700 a Genova si impiegava nella tinteggiatura degli esterni degli edifici, per migliorarne la resistenza alla salsedine.
A causa del minor costo e di un più alto potere siccativo è stato sostituito dall'olio di lino.